# Alenu
Alejnu leschabe'ach […] (hebräisch „עָלֵינוּ לְשַׁבֵּחַ“; deutsch „[es ist] an uns …“) ist Bestandteil der drei jüdischen Tagesgebete.

## Beschreibung
Der Text des Gebets besteht aus zwei Absätzen. Der erste Absatz spricht von der jüdischen Verpflichtung, Gott zu preisen („An uns ist es, zu Preisen den Herrn des Alls …“). Der zweite Absatz behandelt die universelle Anerkennung Gottes durch alle Menschen („… und alle Menschenkinder deinen Namen anrufen“). Es schließt mit der Berufung auf die kollektive Anerkennung Gottes zitiert Sacharja 14,9: „Und der Ewige wird zum König über die ganze Erde sein, an jenem Tage wird der Ewige einzig und sein Name einzig sein“.
Entstanden ist das Gebet im 3. Jahrhundert und wurde zunächst in den Gebeten für die Hohen Feiertage verwendet (Rosch haSchanah und Jom Kippur). Später ist es dann zum Schlussgebet aller Tagesgebete geworden. Es steht am Ende des Morgengebets (Schacharit), des Mittagsgebets (Mincha) und des Abendgebets (Maariv). Es wird auch im Anschluss an den Segen für den Neumond gesprochen sowie nach einer Beschneidung. Nur noch das Kaddisch wird häufiger gebetet.
Eine volkstümliche Tradition schreibt dieses Gebet dem biblischen Joschua zur Zeit seiner Eroberung Jerichos zu. Eine andere Zuweisung ist die an den Sanhedrin während der Periode des Zweiten Tempels.
Um das Jahr 1400 behauptete ein getaufter Jude, mit den Worten „denn sie verneigen sich vor Nichtigkeit und Leere“ würden Jesus Christus und der christliche Glaube beleidigt. In deutschen Gebetbüchern wurde der Text seit damals zensiert, so dass der beanstandete Satz nur in nichtdeutschen Gebetbüchern überliefert ist.
Die älteste notierte Melodie zum Alejnu leschabe'ach im aschkenasischen Raum stammt von Kantor Aaron Beer.

## Textauszug und Übersetzung
Übersetzung des ersten Teils des Textes:
| עָלֵינוּ לְשַׁבֵּחַ לַאֲדוֹן הַכֹּל, לָתֵת גְּדֻלָּה לְיוֹצֵר בְּרֵאשִׁית, שֶׁלֹּא עָשָׂנוּ כְּגוֹיֵי הָאֲרָצוֹת, וְלֹא שָׂמָנוּ כְּמִשְׁפְּחוֹת הָאֲדָמָה, שֶׁלֹּא שָׂם חֶלְקֵנוּ כָּהֶם, וְגוֹרָלֵנוּ כְּכָל-הֲמוֹנָם. וַאֲנַחְנוּ כּוֹרְעִים וּמִשְׁתַּחֲוִים וּמוֹדִים לִפְנֵי מֶלֶךְ מַלְכֵי הַמְּלָכִים הַקָּדוֹשׁ בָּרוּךְ הוּא, שֶׁהוּא נוֹטֶה שָׁמַיִם וְיֹסֵד אָרֶץ, וּמוֹשַׁב יְקָרוֹ בַּשָּׁמַיִם מִמַּעַל, וּשְׁכִינַת עֻזּוֹ בְּגָבְהֵי מְרוֹמִים. הוּא אֱלֹהֵינוּ וְאֵין עוֹד. אֱמֶת מַלְכֵּנוּ וְאֶפֶס זוּלָתוֹ. כַּכָּתוּב בַּתּוֹרָה: וְיָדַעְתָּ הַיּוֹם וַהֲשֵׁבֹתָ אֶל לְבָבֶךָ, כִּי יְהֹוָה הוּא הָאֱלֹהִים בַּשָּׁמַיִם מִמַּעַל וְעַל הָאָרֶץ מִתָּחַת. אֵין עוֹד: | “ |
| – Siddûr tefillôt Yiśrāʾēl |   |

„Uns liegt ob, den Herrn Aller zu preisen, Ihm, der noch fortbildet das Werk des Anfangs, Größe zu zollen, der uns nicht geschaffen wie die Volker der Länder und uns nicht eine Stellung gegeben gleich den Familien der Erde, indem er unser Anteil nicht dem ihrigen gleich sein ließ und unser Los nicht dem ihrer ganzen Menge. Wir vielmehr knieen und werfen uns hin und bekennen vor dem König der Könige aller Könige, dem Heiligen, gesegnet sei er, daß er die Himmel neigt und die Erde gründet und den Sitz seiner Herrlichkeit im Himmel oben und die Gegenwart seiner unwiderstehlichen Macht in den alle Höhen überragenden Höhen hat, der ist unser Gott, nichts sonst. In Wahrheit unser König, nichts ist außer ihm, wie in seiner Lehre geschrieben ist: So wisse es denn heute und bringe es dir wiederholt zu Herzen, daß Gott allein Gott ist, im Himmel in der Höhe und auf Erden in der Tiefe, nichts sonst.“